# Турня-над-Бодвоу
Турня-над-Бодвоу, Турня-над-Бодвою (словац. Turňa nad Bodvou) — село в окрузі Кошиці-околиця Кошицького краю Словаччини. Площа села 23,21 км². Станом на 31 грудня 2016 року в селі проживало 3588 жителів.

## Історія
Перші згадки про село датуються 1198 роком.

## Географія
Протікають Гайський потік і Дреновець.

## Населення
| Рік:            | 1994. | 2004.    | 2014.   | 2024.   |
| --------------- | ----- | -------- | ------- | ------- |
| Кількість осіб: | 2888  | 3279     | 3526    | 3686    |
| Різниця:        |       | +13,53 % | +7,53 % | +4,53 % |

| Рік:            | 2023. | 2024.   |
| --------------- | ----- | ------- |
| Кількість осіб: | 3675  | 3686    |
| Різниця:        |       | +0,29 % |